# Grobsdorf
Grobsdorf ist ein Weiler der Stadt Ronneburg im Landkreis Greiz in Thüringen.

## Lage
Der Rundplatzweiler befindet sich etwa zwei Kilometer westlich der Stadt Ronneburg. Er liegt etwa 280 Meter über NN. Durch den Weiler führt die Kreisstraße 115 Ronneburg–Gera-Pforten. Die Gehöfte sind alle nach dem Ortskern ausgerichtet. Das Dorf war früher an undichten Stellen mit Hecken, Mauern, Wällen und Gräben geschützt.

## Geschichte
Am 29. Mai 1276 wurde der Weiler erstmals urkundlich erwähnt. Ein Teil des Ortes gehörte von 1554 bis zum Gebietsaustausch 1928 zur sächsischen Exklave „Ziegenhierdsches Ländchen“. Es gab bis vor 1952 nur fünf Mittel- und Kleinbauern. Die Arbeiter fuhren in die Städte. Nach 1961 gingen die Bauern auch den ostdeutschen Weg.
Am 1. Juli 1950 wurde der Weiler nach Ronneburg eingemeindet.